# 소마 나오키
소마 나오키(일본어: 相馬 直樹, 1971년 7월 19일 ~ )는 일본의 은퇴한 축구 선수이다.

## 구단 경력
1994년 J1리그의 가시마 앤틀러스에 입단했다. 1996년, 1998년, 2000년, 2001년 4번의 J1리그 우승을 차지했다. 2002년 도쿄 베르디로 임대 이적했다. 2003년 가시마 앤틀러스로 복귀했다. 2003년까지 가시마 앤틀러스에서 250경기에 출전하여, 10득점을 넣었다. 2004년 J2리그의 가와사키 프론탈레로 이적했다. 2004년 J2리그 우승으로 J1리그로 승격했다. 2005년후 현역 은퇴.

## 국가대표팀 경력
그는 1995년 기린컵에 참가할 일본 국가대표팀에 발탁되었으며, 5월 28일 에콰도르와의 경기에서 데뷔했다. 1996년 AFC 아시안컵, 1998년 FIFA 월드컵, 1999년 코파 아메리카에도 출전했다. 그는 1999년까지 국제 A매치 통산 58경기에 출전, 4득점을 넣었다.

## 통계
| 일본 | 일본 | 일본 |
| 연도 | 출전 | 득점 |
| ---- | ---- | ---- |
| 1995 | 9    | 0    |
| 1996 | 13   | 2    |
| 1997 | 21   | 1    |
| 1998 | 10   | 1    |
| 1999 | 5    | 0    |
| 통산 | 58   | 4    |